# Csertán Sándor
Csertán Sándor Wolfgang Boldizsár (Nemesszer, 1809. január 25. – Gelse, 1864. január 23.) táblabíró, ügyvéd, Zala vármegyei kormánybiztos az 1848–49-es forradalom és szabadságharc alatt, országgyűlési képviselő, gelsei birtokos.

## Családja és származása
Egy Zala vármegyei kisnemesi család sarja, amely Nemesszeren lakott a 18. század végén. Mária Terézia magyar királynő korában családja nem szerepelt az úrbéri birtokosok között. A Csertán család eredetileg Kislengyelben és Rózsásszegben a török kiűzése után még egy jobbágy telkes nemesi családként települt át Nemesszerre, ahol csak a 19. század első felére az alsó középbirtokos családok közé emelkedtek fel. Csertán Sándor édesapja nemes Csertán Károly (1768–1832), táblabíró, a kapornaki járás főszolgabírája, aki 1827. november 12-én Zala vármegye helyettes alispánjaként tevékenykedett, édesanyja a nemesi származású felsőapáti Vargha Rozália (1775–1848) volt. Anyai nagybátyját felsőapáti Vargha László táblabírót, nemesapáti birtokost, 1793-ban vették fel a zalaegerszegi szabadkőműves páholyba. Apai nagyszülei nemes Csertán László (1734–1787), nemesszeri lakós, és a Hahót-Buzád nembeli csányi Csány Rozália (1740–1783) voltak. Csertán Sándornak három nővére volt: Csertán Krisztina (1806–1888), bocsári Svastics Janos (1802–1847) neje; Csertán Zsuzsanna (1807–?), nemes Glavina Lajos (1806–1885) zalai főispán felesége; és Csertán Rozália (1795–1885), Séllyey Elek (1788–1850) zalai alispán házastársa. Unokaöccse nővére Sélley Elekné Csertán Rozália révén Séllyey László (1817–1886), a muraközi járás főszolgabírája, földbirtokos.

## Élete
A kanizsai gimnáziumba járt és később Kőszegen humán szakot tanult, majd 1823-ban végezte a bölcsészeti tanulmányait a Győri Királyi Jogakadémián. Ezután Pozsonyban jogi hallgató, és ennek a befejezése után ügyvéd lett. Ezután Zala vármegyébe tért vissza és Gelsén telepedett le.
1831 és 1843 között Zala vármegye tiszteletbeli alügyészeként tevékenykedett. Ezután a zalaszentgróti Batthyány uradalomnak és a veszprémi káptalan merenyei uradalmának ügyésze lett. A liberális érzelmű Csertán Sándor az 1830-as években már a megye tekintélyes ellenzéki szónoknak számított, és főleg kehidai Deák Ferenc mérsékelt politikáját kedvelte, támogatta. Zalában Csúzy Pállal, Tolnay Károlyval, Csány Lászlóval és Kerkapoly Istvánnal együtt a liberális mozgalom phallanxát alkották. Csertán Sándor Kossuth Lajossal is került kapcsolatban, és a Pesti Hírlapjában is gyakran írt cikkeket. A liberális érzelmű Csertán Sándor az 1845-től listázott zalai önkéntes adozó nemesek között szerepelt Deák Ferenc és több más nemes úr mellett.
Az 1848-as szabadságharc kitörésekor, csáfordi Csillagh Lajos (1789 – 1860) zalai alispánnal együttműködött. Jellasics József császári táborszernagy megérkezése néhány nappal után, Csertán Zalaegerszegen szervezte a nemzetőrséget. 1848. június 15-én a zalaegerszegi választókerületben országgyűlési képviselővé választották, azonban alig vett részt az országgyűlésen, mivel 1848. október 8-án Kossuth Lajos kormánybiztosává nevezte ki. Az 1849 januárjában zajlott császáriak bevonulása után elhagyta Zalát, és visszatért a debreceni országgyűlésre. 1849. május 15-én ismét kormánybiztosi megbízást kapott Szemere-kormánytól. Május utolsó napjaiban visszaérkezett Zalába, ahol visszaállította a megye közigazgatását, újra kezdte szervezni a honvédelmet, és az adót beszedni, azonban július közepén a császáriak ismét elfoglalták Zala megyét.
Csertán Szegedre menekült, és majd 1849 augusztusában fogták el a császáriak. Felségárulás címén 1850. november 11-én kötél általi halálra, és teljes vagyonelkobzásra ítélték. Deák Ferenc levelet írt az osztrák birodalmi tanács egyik tagjához, Szőgyén-Marich Lászlóhoz Csertán Sándor védelmében, azután 1851 szeptemberében pedig hatévi várfogságra ítélték. 1854 tavaszán szabadult ki a komáromi várbörtönből.
1864. január 23-án, 55 évesen, hunyt el a gelsei birtokán, ahol élete utolsó éveiben gazdálkodott.

## Házassága és gyermekei
1833. január 10-én vette feleségül a boldogfai születésű nemesi származású szladeovici Szladovits családnak a sarját, szladeovici Szladovits Borbála Klárát (Zalaboldogfa, 1812. július 30. – Nemesapáti, 1868. június 22.), akinek a szülei szladeovici Szladovits József (1773–1829), táblabíró, cs. és kir. kapitány, földbirtokos és boldogfai Farkas Marianna (1783–1819) voltak. Szladovics Borbála apai nagyszülei Szladovits Károly (1749–1811), 1809 és 1812 között Vas vármegye alispánja, földbirtokos, és nemes Balla Katalin (1749–1804) voltak. Az anyai nagyszülei boldogfai Farkas János (1741–1788), zalavármegyei Ítélőszék elnöke, Zala vármegye főjegyzője, táblabíró, földbirtokos, és a lovászi és szentmargitai Sümeghy családból való lovászi és szentmargitai Sümeghy Judit (1754–1820) voltak. Csertán Sándor és Szadovics Borbála házásságából született:
- Csertán László (Nemesapáti, 1835. június 4. – Nemesapáti, 1905. április 29.), földbirtokos, a zalavármegyei függetlenségi és 48-as anyapárt elnöke. Agglegényként és gyermeketlenül hunyt el.
- Csertán Paulina Rozália (Nemesapáti, 1837. április 15. – Dusnak, 1904. április 3.). Férje: nemes Vizlendvay István (Dusnak, 1831. július 29.–Dusnak, 1874. augusztus 19.) földbirtokos.[14]
- Csertán Emília (Nemesapáti, 1839. június 12. – Nemesapáti, 1902. október 14.), aki hajadonként hunyt el.
- Csertán Károly Imre (Nemesapáti, Zala vármegye, 1845. október 27. – Alsóbagod, Zala vármegye, 1919. május 25.), Zala vármegye első alispánja, földbirtokos. 1. neje: hottói Nagy Malvin (Andráshida, 1857. február 12. – Alsóbagod, 1877. június 22.). 2. neje: lovászi és szentmargitai Sümeghy Magdolna Emília (Söjtör, 1855. április 9. – Alsóbagod, 1929. október 16.).